# Граматика української мови

Поширеність української мови на поч.XX ст.

Украї́нська мо́ва (вимовляється [ukrɑ'jinʲsʲkɑ 'mɔʋɑ]) — мова, поширена у південно-східній Європі, належить до слов'янської групи індоєвропейської мовної родини. Єдина державна мова в Україні та одна з трьох офіційних мов у Придністров'ї.
Українською мовою говорять в Україні, прикордонних територіях сусідніх країн, де здавна мешкають українці, а також у країнах, куди свого часу виїхала значна кількість українців (українська діаспора).
Розмовна мова південних районів Русі X—XIII ст. є одним з етапів розвитку сучасної української мови.

## Морфологія
В українській мові виділяються десять частин мови:
- самостійні (можуть виконувати синтаксичні ролі членів речення — підмета, присудка, додатка, означення та обставини) — іменник, дієслово, прикметник, числівник, займенник, прислівник,
- службові (не виконують синтаксичних ролей у реченні) — сполучник, прийменник, частка, вигук.

Іменник, прикметник, числівник, займенник і дієслово є змінюваними частинами мови слова (відмінюються і дієвідмінюються), інші є незмінюваними.

### Іменник
Іменник – це частина мови, яка називає предмет і відповідає на питання хто? що?
В українській мові іменники мають такі граматичні характеристики:
- мають один з трьох родів: чоловічий, жіночий, середній (множинні іменники не мають роду — окуляри, канікули, гроші). Рід іменників формально виражається у закінченнях самого іменника (ромашка), у закінченнях прикметника (закінчення ий — а — е: біле волосся), у закінченнях дієслова в минулому часі (закінчення Ø — а — о: собака гавкав), у суфіксах (студентка, українець, поетеса).
- змінюються за числами: одниною, множиною та двоїною.
- змінюються за відмінками: називний — хто-що? (брат, мова), родовий — кого-чого? (брата, мови), давальний — кому-чому? (брату/ові, мові), знахідний — бачу кого-що? (брата, мову), орудний — ким-чим? (братом, мовою), місцевий — на/у/по кому-чому? (на браті/ові, у мові), кличний — хто-що? (брате, мово). Іменники в непрямих відмінках, як правило, виконують синтаксичну роль додатка, а також означення та обставини залежно від лексичного значення.

Відмінювання іменників залежить від роду іменника, від його закінчення в називному відмінку однини (тобто від його словникової форми), від кінцевого приголосного основи іменника. За цими ознаками визначено чотири відміни іменника і групи (м'яка, тверда, мішана) у І і ІІ відміні.

#### I відміна
До І відміни належать іменники:
- переважно жіночого роду на -а/-я: троянда, мрія, Ганнуся, вежа,
- чоловічого роду на -а/-я: Микола, Ілля, воєвода,
- спільного (жін./чол.) роду на -а/-я: листоноша, суддя, Чайка, нероба.

| Тверда                                                 | М’яка                                  | Мішана                               |
| ------------------------------------------------------ | -------------------------------------- | ------------------------------------ |
| Твердий (нешиплячий) приголосний основи: стріха, хата, | Будь-який м’який: земля, зілля, пісня, | Твердий шиплячий: хаща, тиша, лівша. |

##### Тверда група
| Відмінок  | Однина     | Однина       | Множина     | Множина       |
| --------- | ---------- | ------------ | ----------- | ------------- |
| Називний  | рік-а      | сирот-а      | рік-и       | сирот-и       |
| Родовий   | рік-и      | сирот-и      | рік-ø       | сиріт-ø       |
| Давальний | ріц-і      | сирот-і      | рік-ам      | сирот-ам      |
| Знахідний | рік-у      | сирот-у      | рік-и       | сиріт-ø       |
| Орудний   | рік-ою     | сирот-ою     | рік-ами     | сирот-ами     |
| Місцевий  | (на) ріц-і | (на) сирот-і | (на) рік-ах | (на) сирот-ах |
| Кличний   | рік-о      | сирот-о      | рік-и       | сирот-и       |

##### М'яка група
| Відмінок  | Однина      | Однина    | Множина      | Множина    |
| --------- | ----------- | --------- | ------------ | ---------- |
| Називний  | земл-я      | мрі-я     | земл-і       | мрі-ї      |
| Родовий   | земл-і      | мрі-ї     | земель-ø     | мрій-ø     |
| Давальний | земл-і      | мрі-ї     | земл-ям      | мрі-ям     |
| Знахідний | земл-ю      | мрі-ю     | земл-і       | мрі-ї      |
| Орудний   | земл-ею     | мрі-єю    | земл-ями     | мрі-ями    |
| Місцевий  | (на) земл-і | (у) мрі-ї | (на) земл-ях | (у) мрі-ях |
| Кличний   | земл-е      | мрі-є     | земл-і       | мрі-ї      |

##### Мішана група
| Відмінок  | Однина     | Множина     |
| --------- | ---------- | ----------- |
| Називний  | веж-а      | веж-і       |
| Родовий   | веж-і      | веж-ø       |
| Давальний | веж-і      | веж-ам      |
| Знахідний | веж-у      | веж-і       |
| Орудний   | веж-ею     | веж-ами     |
| Місцевий  | (на) веж-і | (на) веж-ах |
| Кличний   | веж-е      | веж-і       |

##### Зауваження до відмінкових форм першої відміни
- Іменник пані з закінченням -і є запозиченням не відмінюється. Цей іменник відомий також у формі однини паня, що є впливом інших іменників на -я; у цій формі він відмінюється за зразком іменників першої відміни. У літературній мові цей іменник може мати подвійні форми. Зрідка цей іменник зустрічається також у формі панія.
- У давальному та місцевому відмінках однини іменників твердої групи кінцеві приголосні основи [ɦ], [k], [x] перед закінченням -і переходять у [zʲ], [t͡sʲ], [sʲ]: вага — вазі, рука — руці, свекруха — свекрусі.
- Паралельне закінчення -ю у кличному відмінку однини мають іменники, що належать до м'якої групи і позначають пестливі назви: бабус-ю, мамун-ю, Вал-ю, Тон-ю, Тол-ю. Воно з'явилося за аналогією до іменників другої відміни.
- Іменник жіночого роду першої відміни дівчина у множині має форму, спільну з формою множини іменника четвертої відміни середнього роду дівча, і відмінюється за зразком іменників четвертої відміни.
- Іменники людина, дитина, курка, гуска у множині втрачають суфікси (люди, діти, кури, гуси ) і відмінюються за зразком іменників «pluralia tantum» (іменників, що вживаються тільки в множині).
- Особливості форм іменників родового відмінка множини:
  - відбувається чергування останнього голосного основи [о] з [і]: особа — осіб, сирота — сиріт, нога — ніг.
  - немає чергування найчастіше в односкладових іменниках, особливо у словах іншомовного походження (мод, норм, нот, доз), а з багатоскладових у тих, що характеризуються нерухомим наголосом (долонь, колод, розмов, нагород, установ).
  - окремі іменники можуть мати подвійні форми: лоз і ліз, нор і нір, коз і кіз, голов і голів, коров і корів, панчох і панчіх.
  - у деяких іменниках кінцевий [е] закритого складу чергується з [і]: береза — беріз, череда — черід.
  - якщо в кінці основи збігаються два приголосних звуки, то між ними з'являються голосні [о] або [е] (відбувається чергування [о], [е] з ø).
    - вставний [о] характерний для іменників з твердим кінцевим — переважно задньоязиковим — приголосним (думка — думок, жінка — жінок, казка — казок).
    - вставний [е] характерний для іменників з м'якими кінцевими приголосними (вишня — вишень, земля — земель) і для іменників з твердими сонорними (зрідка губними) приголосними основи (весна — весен, борозна — борозен, царівна — царівен).
    - багато іменників, передусім іншомовного походження, не мають вставних звуків (у сполученнях сонорних, або щілинного і проривного приголосних): банд, барв, битв, бірж, бомб, букв, варт, веранд, верб, верст, вільх, жертв, карт, клятв, ламп, мавп, тайн, фарб, фірм, шахт.
    - ряд іменників може мати паралельні форми зі вставним голосним і без нього: крихот (крихіт) і крихт, іскор і іскр, служеб і служб.
    - у родовому відмінку множини іменник сосна має форми сосон і сосен, іменник дошка — дощок.

  - Нетипові закінчення:
    - -ей мають іменники стаття (статей), сім'я (сімей), миша (мишей), свиня (свиней);
    - -ів мають іменники тесля (теслів), сусіда (сусідів); староста (старостів і старост), баба (бабів і баб), губа (губів і губ), легеня (легенів і легень).

  - У знахідному відмінку множини
    - іменники, які позначають осіб, мають форму, спільну з родовим відмінком: бачу жінок, сестер, робітниць,
    - для назв неживих предметів використовуються переважно форми називного відмінка: беру книжки, статті, груші,
    - для назв деяких свійських тварин, комах у знахідному відмінку множини вживаються обидві форми родового і називного відмінків: пасу свиней і свині, овець і вівці, корів і корови, кіз і кози, гусей і гуси; маю бджіл і бджоли.
- В орудному відмінку множини деякі іменники під впливом іменників третьої відміни мають паралельне закінчення -ми: свинями і свиньми, сльозами і слізьми.

#### II відміна
До ІІ відміни належать іменники:
- чоловічого роду, які не мають закінчення -а /-я (кінь, мармур, клей, батько, Дніпро),
- середнього роду, які відмінюються без суфіксів (село, поле, сонце, затишшя, листя),
- спільного роду, які не мають закінчення -а /-я а також іменники з суфіксом -ищ(е) (доцент, астроном, Гайдай, вітрище, бородище).

| Тверда                                                        | М’яка                                                                      | Мішана                              |
| ------------------------------------------------------------- | -------------------------------------------------------------------------- | ----------------------------------- |
| Твердий (нешиплячий) приголосний основи: озеро, вітер, абзац, | Будь-який м’який: водій, зілля, князь, сторіччя,                           | Твердий шиплячий: плащ, плече, кущ. |
|                                                               | Середній рід на -е з основою на приголосний (крім шиплячого): поле, сонце. |                                     |

| Тверда | М’яка | Мішана |
| --- | --- | --- |
| Іменники, що закінчуються на -р, у яких наголос при відмінюванні не переходить з основи на закінчення (на -р, -а́р, -ер, -єр, -и́р, -ір, -їр, -ур, -юр, -яр): сир, звір, комар, снігур, гектар, шофер, кар’єр, касир, папір, професор, абажур, гіпюр, ювіляр. | Іменники, що закінчуються на ненаголошений склад -ар, -ир, а саме: ті, у яких при відмінюванні (особливо у множині) наголос переходить з основи на закінчення: буква́р — букваря́, кобза́р — кобзаря́, пухи́р — пухиря́; ті, що мають наголос на іншому складі основи: бо́ндар, ко́зир, лі́кар, пи́сар. | Іменники, які закінчуються тільки на -яр і означають фах чи рід занять (наголос у непрямих відмінках також переходить з основи на закінчення): вугля́р, пісня́р, скля́р. |

##### Тверда група
| Відмінок  | Однина     | Однина           | Множина     | Множина       |
| --------- | ---------- | ---------------- | ----------- | ------------- |
| Називний  | степ-ø     | батьк-о          | степ-и      | батьк-и       |
| Родовий   | степ-у     | батьк-а          | степ-ів     | батьк-ів      |
| Давальний | степ-ові/у | батьк-ові/у      | степ-ам     | батьк-ам      |
| Знахідний | степ-ø     | батьк-а          | степ-и      | батьк-ів      |
| Орудний   | степ-ом    | батьк-ом         | степ-ами    | батьк-ами     |
| Місцевий  | (у) степ-у | (на) батьк-ові/у | (у) степ-ах | (на) батьк-ах |
| Кличний   | степ-е     | батьк-у          | степ-и      | батьк-и       |

##### М'яка група
| Відмінок  | Однина    | Однина   | Множина    | Множина   |
| --------- | --------- | -------- | ---------- | --------- |
| Називний  | день-ø    | гай-ø    | дн-і       | га-ї      |
| Родовий   | дн-я      | га-ю     | дн-ів      | га-їв     |
| Давальний | дн-ю/еві  | га-ю/єві | дн-ям      | га-ям     |
| Знахідний | день-ø    | гай-ø    | дн-і       | га-ї      |
| Орудний   | дн-ем     | га-єм    | дн-ями     | га-ями    |
| Місцевий  | (по) дн-ю | (у) га-ю | (по) дн-ях | (у) га-ях |
| Кличний   | день-ø    | га-ю     | дн-і       | га-ї      |

##### Мішана група
| Відмінок  | Однина    | Множина    |
| --------- | --------- | ---------- |
| Називний  | кущ-ø     | кущ-і      |
| Родовий   | кущ-а     | кущ-ів     |
| Давальний | кущ-у/еві | кущ-ам     |
| Знахідний | кущ-ø     | кущ-і      |
| Орудний   | кущ-ем    | кущ-ами    |
| Місцевий  | (у) кущ-і | (у) кущ-ах |
| Кличний   | кущ-ø     | кущ-і      |

##### Зауваження до відмінкових форм іменників другої відміни
У родовому відмінку однини іменники чоловічого роду мають закінчення -а(-я) (для чітко окреслених предметів і понять) чи -у(-ю) (для нечітко окреслених предметів і понять).
Закінчення -а(-я) мають такі групи іменників:
- назви осіб та істот: абітурієнта, коня, комара, Дмитра,
- назви конкретних предметів, які піддаються лічбі: зошита, ножа, олівця,
- власні назви населених пунктів: Ужгорода, Тернополя,
- назви водних об'єктів з наголошеним закінченням: Дніпра, Дінця,
- назви довжини, площі, ваги, об'єму, часових проміжків: метра, грама, тижня (але року, віку),
- іменники-терміни: атома, квадрата, відмінка,
- назви будівель та їхніх частин: парника, коридора, гаража.

Закінчення -у(-ю) мають іменники, що позначають:
- матеріали та речовини: цукру, меду, оцту, піску,
- явища природи: вітру, туману, граду,
- сукупність: хору, гурту (але табуна),
- середовище або простір: лугу, простору, горизонту,
- назви держав і територій: Криму, Китаю,
- назви установ, закладів, організацій: парламенту, вокзалу, театру,
- почуття, психічний і фізичний стан:  болю, сміху
- дії, процеси: відходу, переїзду, крику, виступу,
- абстрактні поняття: розуму, миру, характеру, настрою, вантажу

У давальному відмінку однини іменники мають паралельні закінчення. У назвах істот переважають флексії -ові, -еві, а у назвах неістот здебільшого вживаються -у, -ю.
У знахідному відмінку однини деяких іменників (назв неістот) можливі паралельні закінчення: писати лист і листа, зрізати дуба і дуб, дати ніж і ножа, полагодити приймач і приймача, узяти стілець і стільця.
У називному і кличному відмінках множини деякі іменники мають специфічні форми: комарі, хабарі, пазурі, снігурі, звірі, друзі; вуса і вуси, вівса (і вівси), хліба (і хліби з іншим значенням); очі, плечі.
У родовому відмінку множини іменники на -анин, -янин втрачають елемент -ин і мають нульове закінчення: міщанин — міщан, галичанин — галичан (але осетинів, грузинів, мордвинів). Особливими є такі форми слів: чобіт, циган; гостей, коней, грошей, очей, плечей (і пліч); почуттів, повір'їв, прислів'їв, морів.
Деякі іменники в орудному відмінку множини мають паралельні закінчення: гістьми (і гостями), кіньми (і конями), чобітьми (і чоботами, чоботями), коліньми (і колінами), крильми (і крилами). Особливими є такі форми слів: очима, плечима.
Фіксуються такі чергування:
- голосних -о- та -і-: рік-ø — рок-у,
- приголосних г, к, х та з, ц, с у місцевому відмінку: луг-ø — у луз-і, байрак-ø — у байрац-і, горох-ø — у горос-і.

#### III відміна
До III відміни належать іменники:
- жіночого роду, які мають нульове закінчення: кров, успішність, совість, любов.
- іменник мати.

##### Відмінкові форми іменників III відміни
| Відмінок  | Однина    | Однина    | Множина    | Множина    |
| --------- | --------- | --------- | ---------- | ---------- |
| Називний  | тінь-ø    | ніч-ø     | тін-і      | ноч-і      |
| Родовий   | тін-і     | ноч-і     | тін-ей     | ноч-ей     |
| Давальний | тін-і     | ноч-і     | тін-ям     | ноч-ам     |
| Знахідний | тінь-ø    | ніч-ø     | тін-і      | ноч-і      |
| Орудний   | тінн-ю    | нічч-ю    | тін-ями    | ноч-ами    |
| Місцевий  | (у) тін-і | (у) ноч-і | (у) тін-ях | (у) ноч-ах |
| Кличний   | тін-е     | ноч-е     | тін-і      | ноч-і      |

##### Зауваження до відмінкових форм III відміни
Форми непрямих відмінків від іменників, що означають абстрактні поняття простору (височінь-ø, глибочінь-ø, далечінь-ø, широчінь-ø), крім знахідного та орудного, вживаються рідко — їх замінюють відповідні словоформи першої відміни з суфіксом -ин(а): височин-а, глибочин-а, широчин-а.
В орудному відмінку однини іменники III відміни мають закінчення -у (графічно -ю), причому:
- якщо основа іменника закінчується одним приголосним (крім губного та р), то після голосного перед закінченням цей приголосний подовжується (на письмі подвоюється): височінн-ю, вісс-ю, в'язз-ю, мідд-ю,
- якщо основа іменника закінчується сполученням приголосних або на губний (б, п, в, м, ф), а також на р, щ, то подовження не відбувається: верф'-ю, матір'-ю, радіст-ю.

Оскільки до III відміни належать іменники, що позначають неістоти, то флексія кличного відмінка не була вироблена, а з'явилася за аналогією до флексії іменників першої відміни м'якої групи (земл-е, пісн-е, наді-є): віст-е, смерт-е, любов-е.
Для розмежування омонімічних форм родового, давального, місцевого відмінків однини, називного, знахідного, кличного відмінків множини, а також називного і знахідного однини необхідно мати хоча б мінімальний контекст: не відмовлятися від подорожі; завдячувати подорожі; бути у подорожі до Італії; подорожі допомагають людині; любити подорожі; о подорожі, ви найкращі ліки.
Більшістю відмінкових форм з іменниками III відміни збігається іменник мати, у якому при відмінюванні з'являється формотворчий суфікс -ер-, який в закритому складі переходить в -ір-:
| Відмінок  | Однина       | Множина       |
| --------- | ------------ | ------------- |
| Називний  | мат-и        | мат-ер-і      |
| Родовий   | мат-ер-і     | мат-ер-ів     |
| Давальний | мат-ер-і     | мат-ер-ям     |
| Знахідний | мат-ір-ø     | мат-ер-ів     |
| Орудний   | мат-ір’-ю    | мат-ер-ями    |
| Місцевий  | (у) мат-ер-і | (у) мат-ер-ях |
| Кличний   | мат-и, мам-о | мат-ер-і      |

Фіксуються такі чергування:
- голосних -о- та -і- в суфіксах іменників: [рад'іс'т'-ø — радос'т'-і], [с'іл'ь-ø — сол'-і].
- приголосних:
  - губних (б, п, в, м, ф) та р зі сполученням їх з j: [кров-ø — кровj-у]
  - за наявністю-відсутністю подовження: [галуз'-ø — галуз':-у],
  - за твердістю-м'якістю: [галуз'-ø — галуз-е].

У ряді іменників III відміни, що в формі однини та в називному і знахідному відмінках множини мають наголос на корені, в інших відмінках множини наголошується флексія: ніч-ø — ноч-і — ноч-ей — ноч-ам — ноч-ами, але: тінь-ø — тін-і — тін-ей — тін-ям — тін-ями.

#### IV відміна
До IV відміни належать іменники середнього роду, які відмінюються із суфіксом -ат-  /-ят-, -ен- (чаєня, лоша, каченя, плем'я, тім'я). IV відміна об'єднує переважно іменники — назви малих істот і предметів: кошеня, рученя, ведмежа, теля, дівча.

##### Відмінювання іменників четвертої відміни
| Відмінок  | Однина         | Однина          | Множина         | Множина       |
| --------- | -------------- | --------------- | --------------- | ------------- |
| Називний  | курч-а         | ім'-я           | курч-ат-а       | ім-ен-а       |
| Родовий   | курч-ат-и      | ім-ен-і/ім'-я   | курч-ат-ø       | ім-ен-ø       |
| Давальний | курч-ат-і      | ім-ен-і         | курч-ат-ам      | ім-ен-ам      |
| Знахідний | курч-а         | ім'-я           | курч-ат-ø       | ім-ен-а       |
| Орудний   | курч-ам        | ім-ен-ем/ім'-ям | курч-ат-ами     | ім-ен-ами     |
| Місцевий  | (на) курч-ат-і | (по) ім-ен-і    | (на) курч-ат-ах | (по) ім-ен-ах |
| Кличний   | курч-а         | ім'-я           | курч-ат-а       | ім-ен-a       |

##### Зауваження до відмінкових форм іменників четвертої відміни
В іменників IV відміни фіксуються такі зміни у непрямих відмінках:
- додавання до основи іменника формотворчих суфіксів -ат-, -ен-, що є характерною ознакою цієї відміни:

| Приклади іменників з суфіксом -ат- | Приклади іменників з суфіксом -ат- | Список іменників з суфіксом -ен- | Список іменників з суфіксом -ен- |
| Називний                           | Родовий                            | Називний                         | Родовий                          |
| ---------------------------------- | ---------------------------------- | -------------------------------- | -------------------------------- |
| гус-я                              | гус-ят-и                           | ім'-я                            | ім-ен-і                          |
| курч-а                             | курч-ат-и                          | плем'-я                          | плем-ен-і                        |
| тел-я                              | тел-ят-и                           | сім'-я                           | сім-ен-і                         |
| дівч-а                             | дівч-ат-и                          | тім'-я                           | тім-ен-і                         |
| лош-а                              | лош-ат-и                           | вим'-я                           | вим-ен-і                         |

У родовому відмінку множини іменників з суфіксом -ен- в кінцевому закритому складі немає переходу е в і внаслідок вирівняння основ: імен-ø, племен-ø, але: вим'-їв, тім'-їв.
- приголосних за твердістю-м'якістю: теляти — теляті.
- наявність паралельних форм:
  - в іменниках з суфіксом -ен-:
    - у родовому відмінку однини: імен-і й ім'-я,
    - в орудному відмінку однини: племен-ем і плем'-ям.

  - в іменниках з суфіксом -ат-:
    - у знахідному відмінку множини:
      - іменники — назви тварин мають подвійні форми: телят-ø і телят-а,
      - для назв неживих предметів використовуються переважно форми називного відмінка: (узяв) коліщат-а, бровенят-а,
      - іменники, які позначають осіб, мають форму, спільну з родовим відмінком: (зустрів) дівчат-ø, малят-ø.
- Наголос:
  - нерухомий для іменників з суфіксом -ат-: курч-а — курчат-и — курчат-а — курчат-ам — курчат-ами,
  - рухомий для іменників з суфіксом -ен-, у множині переважно наголошується флексія: ім'-я — імен-і — імен-ем та ім'ям — імен-а — імен-ам — імен-ами.

### Прикметник
Прикметник – самостійна  частина мови, що вказує на ознаку предмета і відповідає на питання який? яка? яке? які? чий? чия? чиє? чиї? 
В українській мові прикметники змінюються за родами, числами та відмінками — форми прикметника залежать від форм відповідного іменника, з яким прикметник узгоджується: стрункий юнак — стрункого юнака, стрункої тополі, стрункі дівчата — струнких дівчат. Морфологічними ознаками прикметника в українській мові є рід, число, відмінок і група відмінювання прикметника.
Якісні прикметники, виражаючи ознаку, яка може виявлятися більшою або меншою мірою, мають ступені порівняння — вищий і найвищий, кожен зі ступенів має дві форми — просту і складену.

#### Вищий ступінь
- Проста форма утворюється за допомогою суфіксів -іш, -ш: добрий — добріший, милий — миліший, довгий — довший, міцний — міцніший. У деяких прикметниках при цьому можуть випадати суфікси -к-, -ок-, -ек-: тонкий — тонший, глибокий — глибший, далекий — дальший. При додаванні суфікса -ш- можуть виникати звукові сполуки, які на письмі позначаються буквами жч і щ. Літера щ пишеться у прикметниках вищий, товщий (товстіший), кращий. Сполучення літер жч пишеться у прикметниках ближчий, важчий, вужчий, дорожчий, дужчий, нижчий, тяжчий.
- Складена форма утворюється за допомогою додавання до прикметника слів більш, менш: яскравий — більш яскравий, швидкий — менш швидкий.

#### Найвищий ступінь
- Проста форма утворюється за допомогою додавання до прикметника вищого ступеня префікса най-: дорожчий — найдорожчий, міцніший — найміцніший. Значення найвищого ступеня порівняння можна посилити префіксами як-, що-: якнайдорожчий, щонайменший.
- Складена форма утворюється за допомогою додавання до прикметника слів найбільш, найменш, а також додаванням до прикметника вищого ступеня слів від усіх (за всіх), над усе: тривожний — найбільш тривожний, тривожніший над усе.

Присвійні прикметники (утворюються від назв людей і тварин) першої відміни творяться за допомогою суфікса -ин (кінцеві приголосні твірної основи [г], [к], [х] чергуються з [ж], [ч], [ш]: Ольга — Ольжин, тітка — тітчин), другої відміни — за допомогою суфікса -ів (-їв), який чергується з -ов, -ев (-єв) (дядько — дядьків, дядькового, лікар — лікарів, лікаревого).
Незначна кількість прикметників чоловічого роду поряд з загальновживаною повною формою має коротку (незмінну) форму: ясен, дрібен, зелен, повен, славен, красен, винен, потрібен, певен, годен, ладен, рад.
Повні форми прикметників можуть мати:
- Нестягнену форму (лише прикметники жіночого та середнього роду) у називному та знахідному відмінках однини і множини: гарная, гарнеє, гарнії; синяя, синєє, синії (зустрічаються здебільшого у народній творчості та поетиці).
- Стягнену форму (є основною, загальновживаною): гарна, гарне, гарні; синя, синє, сині.

Відмінювання прикметників залежить від групи, до якої прикметник належить (твердої чи м'якої). За особливим зразком відмінюються складні прикметники, другою частиною яких є -лиций.

### Займенник
Займенник це частина мови, що вказує на предмети, ознаки або кількість, не називаючи їх. Займенники, подібно до іменників, прикметників і числівників, відповідають на питання хто? що? який? чий? скільки? (ніщо, вони, той, всякий, стільки).

#### Синтаксичні ознаки займенників
У реченні займенник може бути тим же членом речення, що й іменник, прикметник, числівник:
- підметом (вчора я ходив у школу; ми просто йшли; хтось зазирнув у вікно);
- означенням (зараз розповім про свої плани; ці дівчатка не з нашого класу);
- додатком (трохи заробив собі грошей; щось тебе не бачу);
- обставиною (всі зібралися коло вчителя; розуміння шукайте в собі);
- іменною частиною складного присудка (щось ти сьогодні ніякий).

#### Розряди займенників за значенням
Займенники за своїм лексичним значенням і морфологічними ознаками поділяються на дев’ять розрядів:
- особові: я, ти, він, вона, воно, ми, ви, вони;
- зворотний: себе;
- питальні: що? хто? скільки? який? чий? котрий?
- відносні: що, хто, скільки, який, чий, котрий;
- присвійні: мій, твій, наш, ваш; його, її, їхній, свій;
- вказівні: цей, оцей, сей, той, стільки, такий, отакий;
- означальні: весь, всякий, сам, кожний, самий, інший;
- неозначені: абихто, абищо, будь-який, скільки-небудь;
- заперечні: ніщо, ніякий, нічий, аніхто, аніщо, аніякий.

#### Морфологічні ознаки займенника
Головні морфологічні ознаки займенника - це:
- рід (якщо є):
  - чоловічий (він, котрий, мій, анічий, наш);
  - жіночий (вона, котра, моя, анічия, наша);
  - середній (воно, котре, моє, анічиє, наше).
- число (якщо є):
  - однина (весь, вся, все, цей);
  - множина (всі, ці).
- відмінок:
  - називний (хто, твій);
  - родовий (кого, твого);
  - давальний (кому, твоєму);
  - знахідний (кого, твій (твого));
  - орудний (ким, твоїм);
  - місцевий ((на)кому/на кім, (на)твоєму/твоїм).

Займенники мають словозмінну морфологічну ознаку відмінка (хто- кого, кому, ким, (на) кому).
Займенники, співвідносні з прикметниками, можуть мати, крім відмінка, ще й словозмінні морфологічні ознаки роду та числа (чий- чия, чиє, чиї).

#### Особові займенники
Особові займенники вказують на осіб, інших істот, предмети, явища і поняття (я, ти, він, вона, воно, ми, ви, вони). Особові займенники змінюються за числами і відмінками; займенник він змінюється також за родами.
Особовий займенник я вказує на розповідача (я це повинен сказати).
Займенник ти вказує на особу, до якої звертається розповідач (а ти не брав моїх зошитів?)
Займенник ми вказує на те, що розповідач об’єднує себе ще з кимось, напр., розповідає про себе й своїх друзів чи знайомих (ми вчора були у лісі).
Займенник ви вказує на осіб, до яких звертається розповідач (ви хіба про це не чули?).
Займенники він, вона, воно вказує на особу, яка не бере участі в розмові або на предмет, про який іде мова (вона добре підготувалася до уроку; воно було дуже смачне).
Займенник вони вказує на деяку кількість осіб, що також не беруть участі в розмові або на предмети, про які розповідає оповідач (вони довго ще будуть над цим думати; вони зовсім не коштовні).
Займенник він співвідноситься з іменниками чоловічого роду, вона – з іменниками жіночого роду, воно – з іменниками середнього роду, займенник вони співвідноситься з іменниками всіх чотирьох родів у множині (він піднявся; вона підійшла; воно стрибнуло; всі вони- гарні люди);

##### Відмінювання особових займенників
Одні займенники змінюються за відмінками, як іменники (хто, він, що, я), інші – за родами, числами і відмінками, як прикметники (нічий, ваш, деякий).
Займенники скільки, стільки змінюються за відмінками, як числівник два.
Відмінювання особових займенників відбувається за такою схемою:
| Відмінок  | Однина    | Однина    | Множина  | Множина  |
| --------- | --------- | --------- | -------- | -------- |
| Називний  | я         | ти        | ми       | ви       |
| Родовий   | мене      | тебе      | нас      | вас      |
| Давальний | мені      | тобі      | нам      | вам      |
| Знахідний | мене      | тебе      | нас      | вас      |
| Орудний   | мною      | тобою     | нами     | вами     |
| Місцевий  | (на) мені | (на) тобі | (на) нас | (на) вас |

| Відмінок  | Однина              | Однина      | Однина              | Множина     |
| Відмінок  | чоловічий рід       | жіночий рід | середній рід        | Множина     |
| --------- | ------------------- | ----------- | ------------------- | ----------- |
| Називний  | він                 | вона        | воно                | вони        |
| Родовий   | його (до нього)     | її (до неї) | його (до нього)     | їх (до них) |
| Давальний | йому                | їй          | йому                | їм          |
| Знахідний | його (на нього)     | її (на неї) | його (на нього)     | їх (на них) |
| Орудний   | ним                 | нею         | ним                 | ними        |
| Місцевий  | (на) ньому (на нім) | (на) ній    | (на) ньому (на нім) | (на) них    |

#### Зворотний займенник
Зворотній займенник себе вказує на того, хто виконує дію. Він не має ані роду, ані числа і називного відмінка; змінюється за відмінками.
Зворотній займенник може бути віднесений до будь-якої особи, однієї чи багатьох (батько сам себе не впізнав; я себе дуже добре тепер розумію; хлопці побачили себе у цьому списку).
У реченні зворотний займенник виступає додатком, інколи- обставиною (я сам на себе не схожий; навіть не уявляю собі, як би я жив далі; нічого під собою не бачу).
Відмінювання зворотнього займенника себе відбувається за такою схемою:
| Відмінок  |                |
| --------- | -------------- |
| Називний  | —              |
| Родовий   | себе (до себе) |
| Давальний | собі           |
| Знахідний | себе (на себе) |
| Орудний   | собою          |
| Місцевий  | (на) собі      |

#### Питальні займенники
Питальні займенники містять у собі запитання про особу (хто?), предмет (що?), ознаку (чий? який? котрий?), кількість (скільки?).
Займенники хто, що, скільки змінюються за відмінками; чий, який, котрий- за родами, числами і відмінками, як прикметники.
Займенники котрий, який (яка, яке, які) відмінюються, як прикметники твердої групи:
| Відмінок  | Однина (чол. рід) | Множина (жін. рід) |
| --------- | ----------------- | ------------------ |
| Називний  | котрий            | яка                |
| Родовий   | котрого           | якої               |
| Давальний | котрому           | якій               |
| Знахідний | котрий, котрого   | яку                |
| Орудний   | котрим            | якою               |
| Місцевий  | (на) котрому      | (на) якій          |

Відмінювання інших питальних займенників:
| Відмінок  |                  |                  |
| --------- | ---------------- | ---------------- |
| Називний  | хто              | що               |
| Родовий   | кого (до кого)   | чого (до чого)   |
| Давальний | кому             | чому             |
| Знахідний | кого (на кого)   | що               |
| Орудний   | ким              | чим              |
| Місцевий  | на кому (на кім) | на чому (на чим) |

| Відмінок  | Однина                          | Однина      | Однина                          | Множина    |
| Відмінок  | чоловічий рід                   | жіночий рід | середній рід                    | Множина    |
| --------- | ------------------------------- | ----------- | ------------------------------- | ---------- |
| Називний  | чий                             | чия         | чиє                             | чиї        |
| Родовий   | чийого                          | чиєї        | чийого                          | чиїх       |
| Давальний | чийому (чиєму)                  | чиїй        | чийому (чиїм)                   | чиїм       |
| Знахідний | чий (чийого)                    | чию         | чиє                             | чиї (чиїх) |
| Орудний   | чиїм                            | чиєю        | чиїм                            | чиїми      |
| Місцевий  | (на) чийому (на чиєму, на чиїм) | (на) чиїй   | (на) чийому (на чиєму, на чиїм) | (на) чиїх  |

#### Відносні займенники
Відносні займенники виконують роль сполучених слів для приєднання підрядних речень до головних. Це ті ж питальні займенники, але без запитання (хто, що, скільки, чий, який, котрий).
Відмінювання відносних займенників відбувається так само, як і питальних.

#### Присвійні займенники
Присвійні займенники вказують на принадлежність предмета першій (мій, наш), другій (твій, ваш), третій (його, її, іхній) чи будь-якій (свій) особі.
Присвійні займенники (крім його, її) змінюються за родами, числами і відмінками, як прикметники. Займенники його, її - незмінні.
Відмінювання присвійних займенників мій, свій, твій відбувається за такою схемою:
| Відмінок  | Однина               | Однина      | Однина               | Множина    |
| Відмінок  | чоловічий рід        | жіночий рід | середній рід         | Множина    |
| --------- | -------------------- | ----------- | -------------------- | ---------- |
| Називний  | мій                  | моя         | моє                  | мої        |
| Родовий   | мого                 | моєї        | мого                 | моїх       |
| Давальний | моєму                | моїй        | моєму                | моїм       |
| Знахідний | мій, мого            | мою         | моє                  | мої (моїх) |
| Орудний   | моїм                 | моєю        | моїм                 | моїми      |
| Місцевий  | (на) моєму (на моїм) | (на) моїй   | (на) моєму (на моїм) | (на) моїх  |

Присвійні займенники наш, ваш відмінюються, як прикметники твердої групи:
| Відмінок  | Однина (чол. рід) | Множина (жін. рід) |
| --------- | ----------------- | ------------------ |
| Називний  | наш               | ваша               |
| Родовий   | нашого            | вашої              |
| Давальний | нашому            | вашій              |
| Знахідний | наш, нашого       | вашу               |
| Орудний   | нашим             | вашим              |
| Місцевий  | (на) нашому       | (на) вашій         |

Займенник їхній відмінюється, як прикметник м'якої групи:
| Відмінок  |                |
| --------- | -------------- |
| Називний  | їхній          |
| Родовий   | їхнього        |
| Давальний | їхньому        |
| Знахідний | їхній, їхнього |
| Орудний   | їхнім          |
| Місцевий  | (на) їхньому   |

#### Вказівні займенники
Вказівні займенники вказують на предмет (сей, цей, той), ознаку (такий), кількість (стільки).
Займенники той (отой) змінюються за родами, числами і відмінками, як прикметники.
Займенник стільки змінюється лише за відмінками.
Вказівні займенники той (отой) відмінюються:
| Відмінок  | Однина             | Однина      | Однина             | Множина  |
| Відмінок  | чоловічий рід      | жіночий рід | середній рід       | Множина  |
| --------- | ------------------ | ----------- | ------------------ | -------- |
| Називний  | той                | та          | те                 | ті       |
| Родовий   | того               | тієї (тої)  | того               | тих      |
| Давальний | тому               | тій         | тому               | тим      |
| Знахідний | той, того          | ту          | те                 | ті (тих) |
| Орудний   | тим                | тією (тою)  | тим                | тими     |
| Місцевий  | (на) тому (на тім) | (на) тій    | (на) тому (на тім) | (на) тих |

Вказівні займенники цей (оцей) та рідковживаний сей відмінюються:
| Відмінок  | Однина              | Однина      | Однина              | Множина  |
| Відмінок  | чоловічий рід       | жіночий рід | середній рід        | Множина  |
| --------- | ------------------- | ----------- | ------------------- | -------- |
| Називний  | цей                 | ця          | це                  | ці       |
| Родовий   | цього               | цієї        | цього               | цих      |
| Давальний | цьому               | цій         | цьому               | цим      |
| Знахідний | цей, цього          | цю          | це                  | ці (цих) |
| Орудний   | цим                 | цією        | цим                 | цими     |
| Місцевий  | (на) цьому (на цім) | (на) цій    | (на) цьому (на цім) | (на) цих |

Займенник стільки відмінюється, як числівник два:
| Відмінок  |                   |
| --------- | ----------------- |
| Називний  | стільки           |
| Родовий   | стількох          |
| Давальний | стільком          |
| Знахідний | стільки, стількох |
| Орудний   | стількома         |
| Місцевий  | (на) стількох     |

#### Означені займенники
Означальні займенники вказують на узагальнену ознаку (кожний, всякий (усякий), весь (увесь, ввесь), інший, сам, самий, самuй).
Означальні займенники весь (увесь, ввесь) відмінюються за такою схемою:
| Відмінок  | Однина                | Однина      | Однина                | Множина    |
| Відмінок  | чоловічий рід         | жіночий рід | середній рід          | Множина    |
| --------- | --------------------- | ----------- | --------------------- | ---------- |
| Називний  | весь (увесь, ввесь)   | вся (уся)   | все (усе)             | всі (усі)  |
| Родовий   | всього                | всієї       | всього                | всіх       |
| Давальний | всьому                | всій        | всьому                | всім       |
| Знахідний | весь, всього          | всю         | все                   | всі (всіх) |
| Орудний   | всім                  | всією       | всім                  | всіма      |
| Місцевий  | (на) всьому (на всім) | (на) всій   | (на) всьому (на всім) | (на) всіх  |

Означальні займенники кожний, всякий (усякий), інший, сам, самий, самuй відмінюються, як прикметники твердої групи:
| Відмінок  | Однина                   | Однина      | Однина                   | Множина        |
| Відмінок  | чоловічий рід            | жіночий рід | середній рід             | Множина        |
| --------- | ------------------------ | ----------- | ------------------------ | -------------- |
| Називний  | кожний                   | кожна       | кожне                    | кожні          |
| Родовий   | кожного                  | кожної      | кожного                  | кожних         |
| Давальний | кожному                  | кожній      | кожному                  | кожним         |
| Знахідний | кожний, кожного          | кожну       | кожне                    | кожні (кожних) |
| Орудний   | кожним                   | кожною      | кожним                   | кожними        |
| Місцевий  | (на) кожному (на кожнім) | (на) кожній | (на) кожному (на кожнім) | (на) кожних    |

#### Неозначені займенники
Неозначені займенники вказують на неозначену (невідому) особу, предмет, ознаку чи кількість (абихто, абищо, абиякий, дехто, дещо, деякий, дечий, декотрий, будь-хто, будь-що, будь-який, будь-чий, хто-небудь, що-небудь, який-небудь, чий-небудь, скільки-небудь, казна-хто, казна-що, казна-який, казна-скільки, хтось, щось, якийсь, чийсь, котрийсь, скількись).
Неозначені займенники мають ті ж морфологічні ознаки, що й питальні займенники, від яких вони утворюються.
З частками казна-, хтозна-, будь-, небудь- займенники пишуться через дефіс (казна-хто, хтозна-чий, будь-який, скільки-небудь), а з частками аби-, де-, -сь- разом (абиякий, дещо, хтось).
Якщо між часткою і займенником є прийменник, то всі три слова пишуться окремо (будь для кого, аби з ким, хтозна в чому).
Неозначені займенники відмінюються так, як питальні займенники, від яких вони утворилися.

#### Заперечні займенники
Заперечні займенники вказують на відсутність особи, предмета, ознаки чи кількості (ніхто, ніщо, ніякий, нічий, ніскільки).
Заперечні займенники мають ті ж морфологічні ознаки, що й питальні займенники, від яких вони утворюються за допомогою частки ні.
З часткою ні заперечні займенники пишуться разом. Проте якщо між часткою і займенником є прийменник, то всі три слова пишуться окремо (ні в якому, ні для чого, ні для кого).
Заперечні займенники відмінюються так, як і питальні займенники.

#### Морфологічний розбір займенників
Запишіть слово. Визначте частину мови цього слова.
Знайдіть початкову форму (називний відмінок; для займенників прикметникової форми- називний відмінок однини чоловічого роду).
Визначте розряд за значенням: особовий, зворотний, присвійний, вказівний, означальний, відносний, неозначений чи заперечний.
Визначте морфологічні ознаки: рід (якщо є), число (якщо є), відмінок.
Визначте синтаксичну роль слова.
Розберіться у правописі слова (як воно пишеться).

### Дієслово
Дієслово – самостійна частина мови, яка називає дію або стан предмета і відповідає на питання що робить предмет? що з ним робиться?
В українській мові дієслово має 4 часи:
- давноминулий: читав був
- минулий: читав
- теперішній: читає
- майбутній, який має дві форми: просту читатиме і складну буде читати

Усі дієслова поділяються на два види: доконаний і недоконаний. Щоб передати завершеність дії, слід уживати дієслова доконаного виду — наприклад, замість писати — написати. Доконані дієслова не мають форм теперішнього часу.
У теперішньому та майбутньому часі дієслова відмінюються за особою та числом. У минулому часі — за родом та числом (характеристики особи нема).